# Marginella hernandezi
Marginella hernandezi é uma espécie de gastrópode  da família Marginellidae.
É endémica de São Tomé e Príncipe.